# Estación de Gavarra
Gavarra es una estación de la línea 5 del Metro de Barcelona situada debajo la avenida Salvador Allende, entre las calles Anoia y Empordà en el barrio de la Gavarra de Cornellá de Llobregat y se inauguró en 1983 con la prolongación desde Sant Ildefons hasta Cornellà Centre. 
Ésta dispone de un solo vestíbulo con dos accesos: plaza de Lindavista y plaza de Tárrega, ambos situados en la avenida Salvador Allende pero en aceras distintas, de los que sólo el de la plaza Lindavista tiene ascensor. El vestíbulo dispone de taquilla, máquinas de autoventa de billetes y fotomatón.
| << cabecera     | < estación      | línea | estación >    | cabecera >>   |
| --------------- | --------------- | ----- | ------------- | ------------- |
| Metro           |                 |       |               |               |
| Cornellá Centre | Cornellá Centre |       | Sant Ildefons | Vall d'Hebron |

## Historia
La estación de Gavarra se inauguró el 23 de diciembre de 1983, con la prolongación de la línea 5 de Sant Ildefons a Cornellà (actual Cornellà Centre). El acto inaugural estuvo presidido por los alcaldes de Barcelona y Cornellá de Llobregat, Pasqual Maragall y Frederic Prieto, así como el presidente de la Generalidad de Cataluña, Jordi Pujol.